# Кристал Пэлас (национальный спортивный центр)
Национальный спортивный центр (англ. National Sports Centre) в Кристал Пэлас на юге Лондона, Англия — большой спортивный легкоатлетический стадион. Был открыт в 1964 году в районе парка Кристал Пэлас неподалёку от местонахождения здания «Хрустального дворца», уничтоженного огнём в 1936 году. На этом же месте находился футбольный стадион, на котором с 1895 по 1914 годы проводились финалы Кубка Англии.
Атлетический стадион вмещает 15 500 зрителей с возможностью увеличения до 24 000 мест с помощью временных конструкций. На стадионе до 2012 года проводились ежегодные легкоатлетические соревнования.

## Спорт

### Лёгкая атлетика

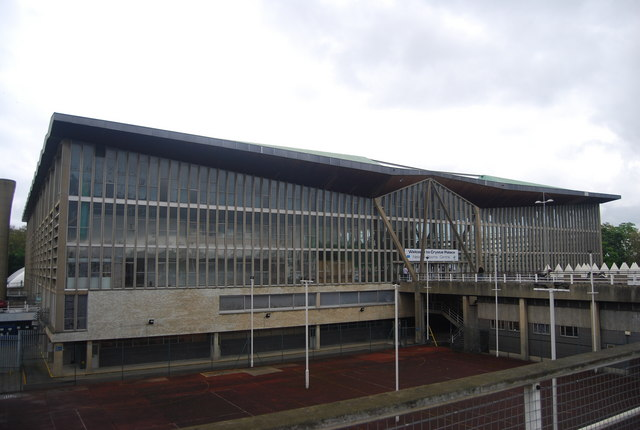
Национальный спортивный центр

Существующий легкоатлетический стадион вместимостью более 15 тысяч зриетлей был построен на месте футбольного стадиона и открыт в 1964 году. С 1999 по 2012 год на стадионе проходили ежегодные легкоатлетические соревнования. Вместимость стадиона можно увеличить до 24 000 за счёт размещения временных конструкций. После открытия Олимпийского стадиона в Лондоне в 2012 году будущее стадиона «Кристал Пэлас» остаётся под вопросом. В 2011 году футбольный клуб «Кристал Пэлас» обнародовал планы по реконструкции «Национального спортивного центра» в 40-тысячный футбольный стадион без беговых дорожек, но с закрытыми площадками для водных видов спорта как часть нового спортивного комплекса.

### Футбол

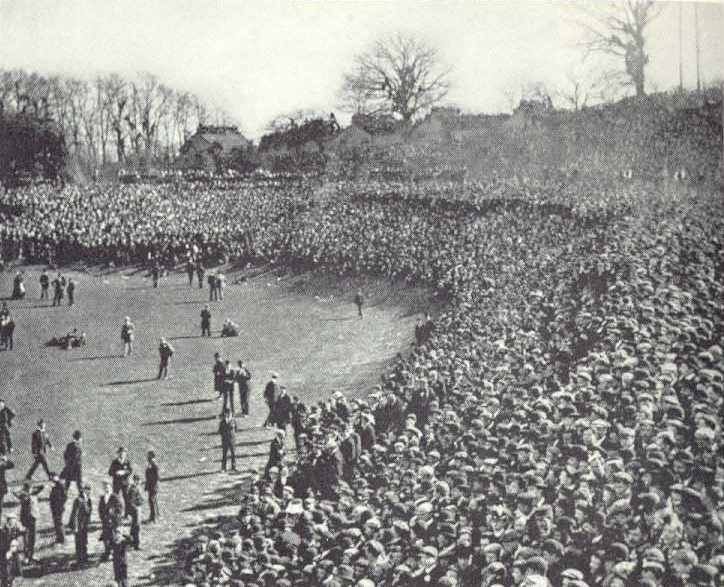
Финал Кубка Англии 1901 года

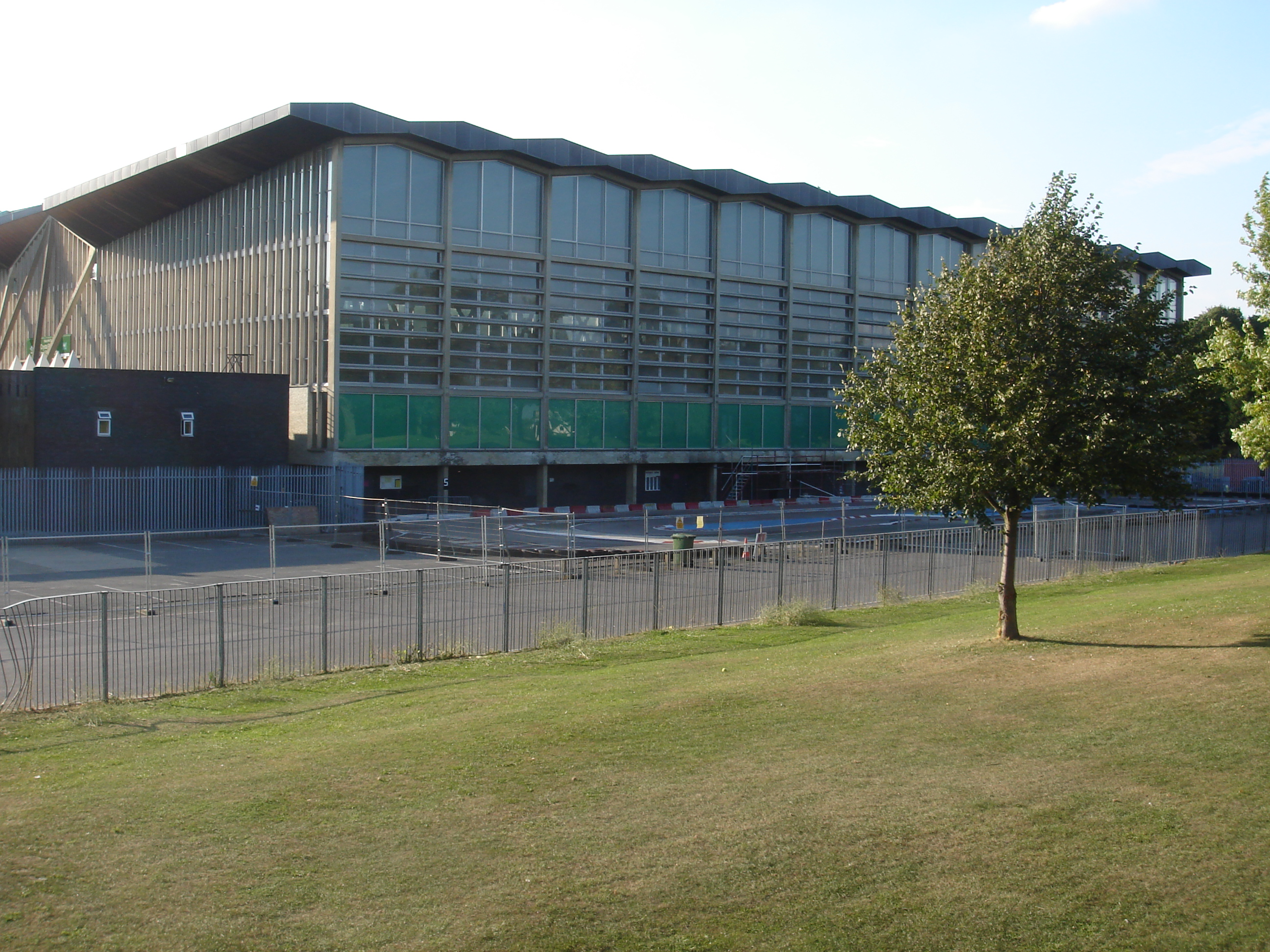
Национальный спортивный центр

Существующий легкоатлетический стадион находится на месте футбольного стадиона, на котором проводились финалы Кубка Англии с 1895 по 1914 год. В 1905 году владельцы стадиона приняли решение о создании собственной футбольной команды, и основали клуб «Кристал Пэлас». В 1915 году земельный участок вместе со стадионом был реквизирован военными, после чего клуб начал выступать на стадионе «Селхерст Парк». Наибольшее количество зрителей в истории стадиона было зафиксировано в 1913 году, когда в финале Кубка Англии 121 919 человек наблюдало за игрой между клубами «Астон Вилла» и «Сандерленд». Предыдущий рекорд посещаемости был установлен в 1901 году, когда 114 815 зрителей пришли на игру между «Тоттенхэм Хотспур» и «Шеффилд Юнайтед».
На протяжении нескольких сезонов футбольный клуб «Кристал Пэлас» проводил некоторые матчи своей резервной команды в Национальном спортивном центре, в частности, в 2001 году. В январе 2011 года собственники клуба анонсировали планы по возвращению на историческую площадку с реконструкцией спортивного центра в 40-тысячный футбольный стадион.
На футбольном стадионе «Кристал Пэлас» прошло несколько матчей с участием национальной сборной Англии:
- 3 апреля 1897 — Англия 1:2 Шотландия
- 30 марта 1901 — Англия 2:2 Шотландия
- 1 апреля 1905 — Англия 1:0 Шотландия
- 3 апреля 1909 — Англия 2:0 Шотландия
- 4 марта 1911 — Англия (любители) 4:0 Бельгия

### Список финалов Кубка Англии (1895–1914)
На «Кристал Пэлас» в финалах Кубка Англии сыграла 21 футбольная команда, 10 разных команд выигрывали трофей на этом стадионе. Ещё четыре команды выиграли трофей в этот период, но уже в переигровках на других стадионах. Наибольшее количество матчей в рамках финалов Кубка Англии на «Кристал Пэлас» провёл клуб «Ньюкасл Юнайтед» (5), однако ни разу не выиграл трофей на этом стадионе. Клуб «Астон Вилла» выиграл все четыре матча, который сыграл на этом стадионе.
Результаты финалов на стадионе
| Год         | Зрители | Победитель              |   | Финалист                |   | Примечания                                     |
| ----------- | ------- | ----------------------- | - | ----------------------- | - | ---------------------------------------------- |
| 1895        | 42 560  | Астон Вилла             | 1 | Вест Бромвич Альбион    | 0 |                                                |
| 1896        | 48 036  | Уэнсдей                 | 2 | Вулверхэмптон Уондерерс | 1 |                                                |
| 1897        | 65 891  | Астон Вилла             | 3 | Эвертон                 | 2 |                                                |
| 1898        | 62 017  | Ноттингем Форест        | 3 | Дерби Каунти            | 1 |                                                |
| 1899        | 73 833  | Шеффилд Юнайтед         | 4 | Дерби Каунти            | 1 |                                                |
| 1900        | 68 945  | Бери                    | 4 | Саутгемптон             | 0 |                                                |
| 1901        | 110 802 | Тоттенхэм Хотспур       | 2 | Шеффилд Юнайтед         | 2 | 3:1 в переигровке на «Бернден Парк», Болтон    |
| 1902        | 76 914  | Шеффилд Юнайтед         | 1 | Саутгемптон             | 1 |                                                |
| Переигровка | 33 050  | Шеффилд Юнайтед         | 2 | Саутгемптон             | 0 |                                                |
| 1903        | 64 000  | Бери                    | 6 | Дерби Каунти            | 0 | Самая крупная победа в истории финалов Кубка   |
| 1904        | 61 734  | Манчестер Сити          | 1 | Болтон Уондерерс        | 0 |                                                |
| 1905        | 101 117 | Астон Вилла             | 2 | Ньюкасл Юнайтед         | 0 |                                                |
| 1906        | 75 609  | Эвертон                 | 1 | Ньюкасл Юнайтед         | 0 |                                                |
| 1907        | 84 584  | Уэнсдей                 | 2 | Эвертон                 | 1 |                                                |
| 1908        | 74 967  | Вулверхэмптон Уондерерс | 3 | Ньюкасл Юнайтед         | 1 |                                                |
| 1909        | 67 651  | Манчестер Юнайтед       | 1 | Бристоль Сити           | 0 |                                                |
| 1910        | 76 980  | Ньюкасл Юнайтед         | 1 | Барнсли                 | 1 | 2:0 в переигровке на «Гудисон Парк», Ливерпуль |
| 1911        | 69 098  | Брэдфорд Сити           | 0 | Ньюкасл Юнайтед         | 0 | 1:0 в переигровке на «Олд Траффорд», Манчестер |
| 1912        | 54 434  | Барнсли                 | 0 | Вест Бромвич Альбион    | 0 | 1:0 в переигровке на «Брэмолл Лейн», Шеффилд   |
| 1913        | 120 028 | Астон Вилла             | 1 | Сандерленд              | 0 |                                                |
| 1914        | 72 778  | Бернли                  | 1 | Ливерпуль               | 0 |                                                |

Победы в Кубке Англии на стадионе «Кристал Пэлас»
| 4 | «Астон Вилла»                                                                                             |
| 2 | «Бери», «Шеффилд Юнайтед», «Уэнсдей»                                                                      |
| 1 | «Бернли», «Эвертон», «Манчестер Сити», «Манчестер Юнайтед», «Ноттингем Форест», «Вулверхэмптон Уондерерс» |

### Регби

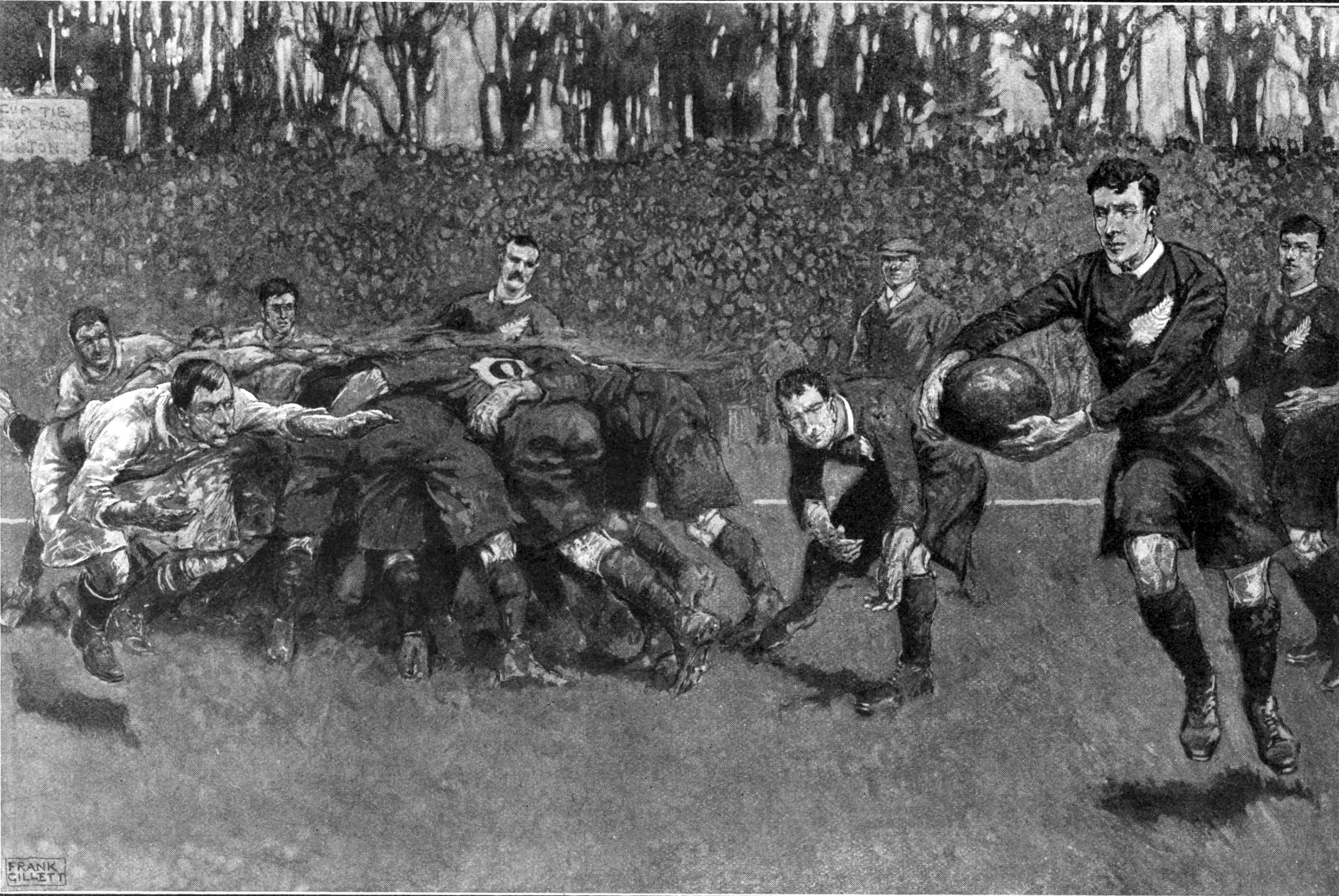
Англия против Новой Зеландии в 1905 году

2 декабря 1905 года на стадионе прошёл первый домашний матч сборной Англии по регби против Новой Зеландии. «Олл Блэкс» победили англичан со счётом 15:0.
В среду, 18 августа 1965 года на стадионе прошёл матч по регби, в котором сборная Содружества Великобритании проиграла сборной Новой Зеландии со счётом 7:15.
В середине 1980-х годов на стадионе проходили домашние матчи регбийного клуба «Лондон Бронкос», когда команда была вынуждена покинуть стадион «Крейвен Коттедж».

### Крикет

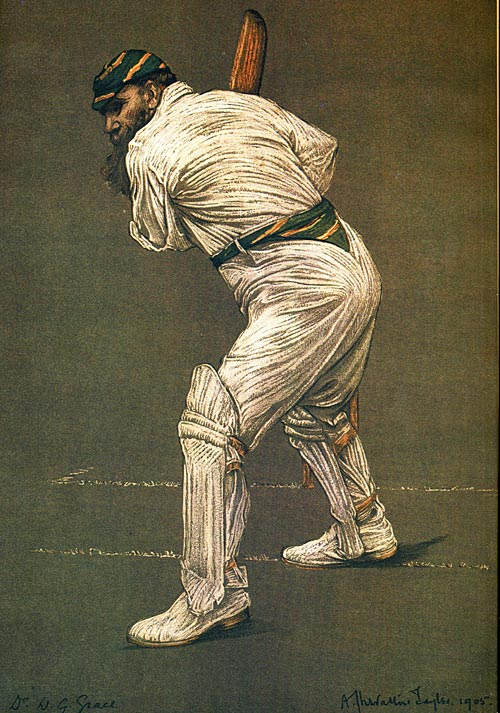
Уильям Грейс в форме «Лондон Каунти», работа художника Альберта Тайлера

В 1898 году компания «Кристал Пэлас» пригласила в крикетный клуб «Лондон Каунти» знаменитого крикетиста Уильяма Грейса, выступавшего за крикетный клуб Глостершира. Грейс принял приглашение, став секретарём, главным тренером и капитаном лондонского клуба. Клуб выступал на стадионе с 1900 по 1904 годы. За клуб выступало несколько ведущих крикетистов своего времени, включая Чарльза Фрая и Джонни Дугласа. Однако клуб не смог добиться статуса профессионального, проводя в основном товарищеские игры, и прекратил существование в 1908 году.

### Баскетбол
На территории спортивного комплекса располагалась крытая баскетбольная арена вместимостью 2000 зрителей, на которой выступали Британской баскетбольной лиги «Кристал Пэлас» и «Лондон Тауэрз». В 1998 году клуб «Кристал Пэлас» объединился с «Лондон Тауэрз». Команда добилась больших успехов, но из-за финансовых трудностей «Тауэрз» был упразднён в 2006 году. В период своих наивысших успехов «Лондон Тауэрз» выступал на аренах «Кристал Пэлас» и на «Уэмбли Арена».
В сезоне 2012/13 на баскетбольной арене «Кристал Пэлас» выступал клуб «Лондон Лайонз». В августе 2013 года клуб переехал на новый стадион «Коппер-Бокс».

### Американский футбол
На спортивной арене «Кристал Пэлас» свои матчи проводил клуб по американскому футболу «Лондон Монакс».
В настоящее время на главном поле национального спортивного центра выступает клуб «Лондон Олимпианс», а также национальная сборная Великобритании по американскому футболу.

### Автогонки
На территории парка Кристал Пэлас располагалась трасса для автогонок. Она была открыта в 1927 году, первые гонки на ней прошли 21 мая 1927 года. Длина трассы составляла 1 милю, она проходила по существовавшим ранее дорожкам в парке, включая петлю в обход озера. Повороты были заасфальтированы, а ровные участки были покрыты плотно утрамбованным гравием.
В декабре 1936 года трасса была увеличена до 2 миль и полностью заасфальтирована. 17 июля 1937 года 20 автомобилей приняли участие в первом Гран-при Лондона, гонку выиграл Принц Бира на «Ромулусе» ERA R2B с результатом средней скорости 91 км/ч. Позднее в том же году телеканал BBC впервые в истории организовал телевизионную трансляцию автогонки.
С началом Второй мировой войны парк и прилегающая территория были реквизированы министерством обороны и гонки там не проводились вплоть до 1953 года. Длина трассы сократилась до 1,39 мили, а из-за недовольства местных жителей гонки проводились не чаще пяти дней в году. На трассе проводились различные гонки спортивных автомобилей, включая турниры «Формула-3», «Формула-2» и даже внечемпионские гонки «Формула-1».